# Vincent Aboubakar
Vincent Aboubakar (ur. 22 stycznia 1992 w Jaunde) – kameruński piłkarz występujący na pozycji napastnika w tureckim klubie Beşiktaş oraz w reprezentacji Kamerunu, której jest kapitanem. Uczestnik Mistrzostw Świata 2014, 2018 i 2022. 
Wychowanek Coton Sport, w swojej karierze grał także w takich zespołach jak Valenciennes FC, FC Lorient oraz Al-Nassr.

## Statystyki kariery
(aktualne na dzień 28 sierpnia 2016)
| Klub               | Sezon              | Liga               | Liga  | Liga   | Puchar kraju | Puchar kraju | Puchar ligi | Puchar ligi | Europa | Europa | Suma  | Suma   |
| Klub               | Sezon              | Liga               | Mecze | Bramki | Mecze        | Bramki       | Mecze       | Bramki      | Mecze  | Bramki | Mecze | Bramki |
| ------------------ | ------------------ | ------------------ | ----- | ------ | ------------ | ------------ | ----------- | ----------- | ------ | ------ | ----- | ------ |
| Valenciennes FC    | 2010/11            | Ligue 1            | 17    | 1      | 1            | 0            | 2           | 3           | –      | –      | 20    | 4      |
| Valenciennes FC    | 2011/12            | Ligue 1            | 27    | 6      | 4            | 2            | 0           | 0           | –      | –      | 31    | 8      |
| Valenciennes FC    | 2012/13            | Ligue 1            | 28    | 2      | 1            | 1            | 1           | 0           | –      | –      | 30    | 3      |
| FC Lorient         | 2013/14            | Ligue 1            | 35    | 16     | 0            | 0            | 1           | 0           | –      | –      | 36    | 16     |
| FC Lorient         | 2014/15            | Ligue 1            | 2     | 1      | 0            | 0            | 0           | 0           | –      | –      | 2     | 1      |
| FC Porto           | 2014/15            | Primeira Liga      | 14    | 4      | 1            | 0            | 1           | 1           | 4      | 3      | 20    | 8      |
| FC Porto           | 2015/16            | Primeira Liga      | 28    | 13     | 6            | 2            | 0           | 0           | 8      | 3      | 42    | 18     |
| Beşiktaş JK (wyp.) | 2016/17            | Süper Lig          | 16    | 4      | 2            | 1            | –           | –           | 7      | 4      | 25    | 9      |
| Ogólnie w karierze | Ogólnie w karierze | Ogólnie w karierze | 167   | 47     | 15           | 6            | 5           | 4           | 19     | 10     | 206   | 67     |